# 新大分発電所
新大分発電所（しんおおいたはつでんしょ）は、大分県大分市大字青崎4-1にある九州電力の天然ガス火力発電所である。

## 概要
九州電力で最大の火力発電所である。約280万kWの発電量は大分県内での電力消費量の約2倍にあたる。
大野川右岸河口の埋立地（6号地）に位置しており、対岸の1号地に、既に同社の大分発電所が建設されていたため、新大分発電所という名称となった。1991年6月に1号系列が運転を開始し、3号系列までが建設された。
九州電力で初めて天然ガスコンバインドサイクル発電方式を採用した発電所で、効率が高く、しかもガスタービン・排熱回収ボイラー・蒸気タービン・発電機を組み合わせた小容量のユニットを3〜6台ずつグループとして運用するため、起動・停止や出力の変化が速く、また、大容量でありながら出力を絞っても効率の低下が少ないという特徴がある。
1号系列は熱効率向上のため、ガスタービンのリプレース工事を2009年7月より実施している。これにより1,100℃級から1,200℃級に変更され、熱効率が46.3%に向上（+3.3ポイント）する予定である。当初、全軸のリプレースが完了するのは2012年10月頃としていたが、福島第一原発事故の影響で、所有する原子力発電所が再稼働できず火力発電所の稼働率が上昇したため、2014年度に延期された。その後、原発再稼働の遅れに伴い、2018年1月24日にようやく全軸のリプレースが完了した。
2号系列では、利用向上の観点から増出力試験を行い定格出力を5万kW増加できることを確認、2016年10月3日に定格出力の変更を行った。なお、これによる設備改造等はない
。

## 発電設備
- 総出力：282.5万kW（2018年7月9日現在）

1号系列
発電方式：1,200℃級コンバインドサイクル発電(Combined Cycle)方式
定格出力：69万kW（11.5万kW × 6軸）
　ガスタービン：7.63万kW × 6軸
　蒸気タービン：3.87万kW × 6軸
使用燃料：LNG
熱効率：46.3%（高位発熱量基準）
営業運転開始：1991年6月
ガスタービン更新：2009年～2017年度（東日本大震災から5年間は中断）
2号系列
発電方式：1,300℃級改良型コンバインドサイクル発電(Advanced Combined Cycle)方式
定格出力：92万kW（23万kW × 4軸）
　ガスタービン：14.44万kW × 4軸（増出力前の値）
　蒸気タービン： 7.31万kW × 4軸（増出力前の値）
使用燃料：LNG
熱効率：46.6%（高位発熱量基準）（増出力前の値）
営業運転開始
　2-1号：1994年2月
　2-2号：1995年2月
定格出力変更：2016年10月3日
3-1号系列
発電方式：1,300℃級改良型コンバインドサイクル発電(ACC)方式
定格出力：73.5万kW（24.5万kW × 3軸）
　ガスタービン：16.02万kW × 3軸
　蒸気タービン： 8.48万kW × 3軸
使用燃料：LNG
熱効率：49.0%（高位発熱量基準）
営業運転開始：1998年7月
3-2号系列（3号系列第4軸）
発電方式：1,600℃級コンバインドサイクル発電(More Advanced Combined Cycle II)方式
定格出力：48万kW（48万kW × 1軸）
　ガスタービン × 1軸
　蒸気タービン × 1軸
使用燃料：LNG
熱効率
　52%程度（高位発熱量基準）
　60%程度（低位発熱量基準）
営業運転開始：2016年6月1日

## 蒸気タービン不具合による対策
他社で発生した蒸気タービンの振動による自動停止を踏まえ、同型設計の蒸気タービンを使用している3号系列第4軸は暫定対策工事を実施した。このため定格出力は暫定的に45.94万kWとなっている。2018年7月9日に恒久対策が完了し、定格出力の48万kWに回復した。